# Aechmea subg. Chevaliera
Chevaliera é um subgénero botânico pertencente ao género Aechmea.

## Espécies
- Aechmea cariocae L.B. Smith
- Aechmea castanea L.B. Smith
- Aechmea conifera L.B. Smith
- Aechmea depressa L.B. Smith
- Aechmea digitata L.B. Smith & R.W. Read
- Aechmea fernandae (E. Morren) Baker
- Aechmea frassyi Leme & J.A. Siqueira
- Aechmea germinyana (Carrière) Baker
- Aechmea gustavoi J.A. Siqueira & Leme
- Aechmea leucolepis L.B. Smith
- Aechmea magdalenae (André) André ex Baker
- Aechmea multiflora L.B. Smith
- Aechmea muricata (Arruda) L.B. Smith
- Aechmea perforata L.B. Smith
- Aechmea rubiginosa Mez
- Aechmea saxicola L.B. Smith
- Aechmea sphaerocephala Baker
- Aechmea strobilacea L.B. Smith
- Aechmea tayoensis Gilmartin
- Aechmea veitchii Baker